# Nora, Danderyds kommun

Nora är ett villaområde i kommundelen Danderyd, Danderyds kommun, cirka 10 kilometer norr om Stockholm. Villaområdet, som började bebyggas under 1920-talet, ligger på de tidigare ägorna av lantbruket Nora gård, som började avstyckas till villatomter år 1926.

## Nora gård

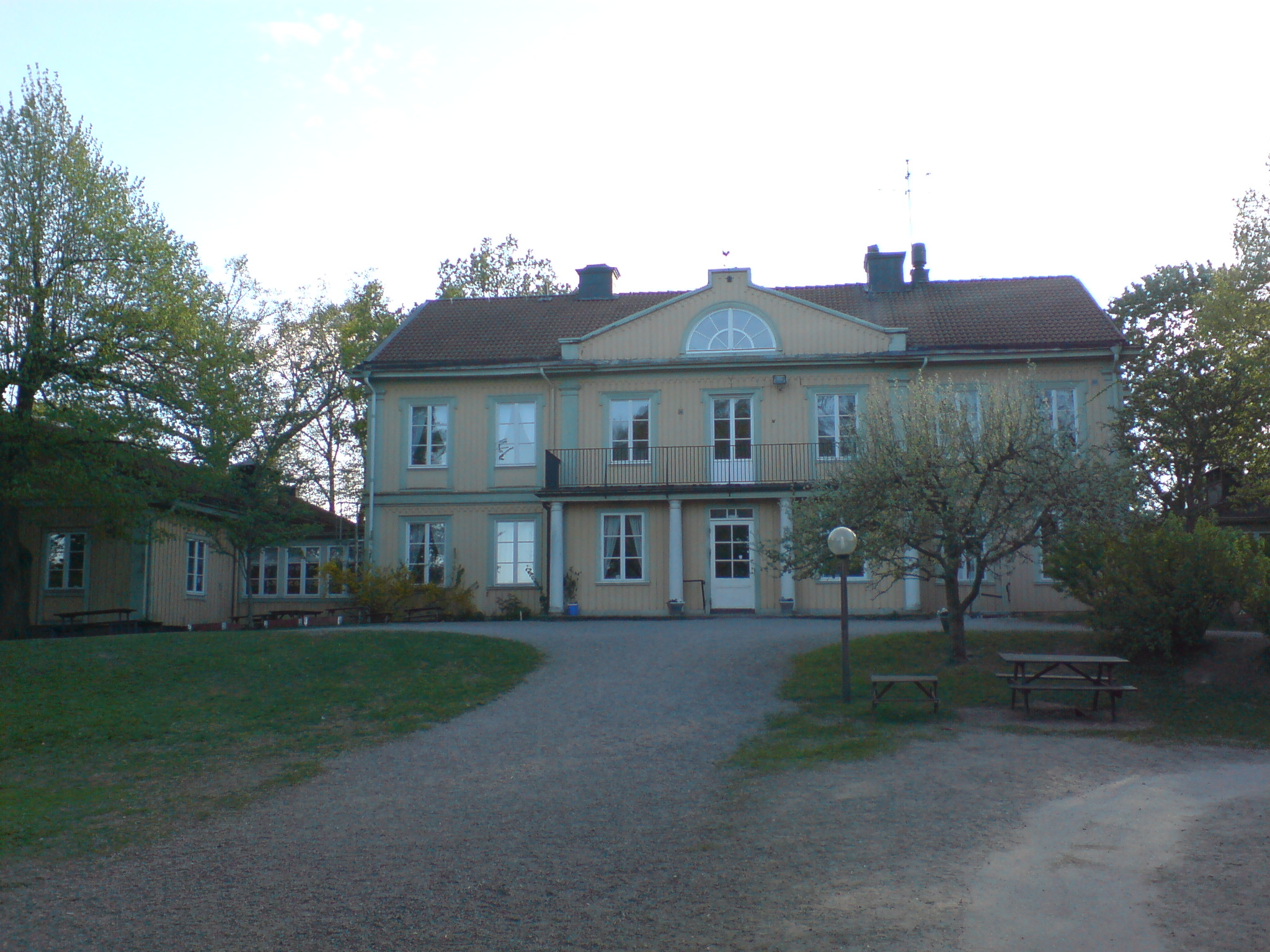
Nora gård är idag en kommunal förskola. Maj 2009

Nora gård, som ligger en knapp kilometer väster om Danderyds kyrka, nämns första gången i skriftliga källor år 1310, men platsen har en äldre historia. Nora har fått sitt namn av ordet nor som syftar på ett smalt sund som fanns söder om gården. Där finns en runristning från 1000-talet i berget, Norahällen, U130.
Några av gårdens äldre byggnader finns fortfarande kvar. Det gäller bland annat en vattenkvarn, som ligger vid Kvarnparken och som är uppförd på 1700-talet. Även ett par magasinsbyggnader har bevarats. De flesta av gårdens ekonomibyggnader revs dock under 1900-talet, i samband med att villasamhället växte och området kring gården bebyggdes.
Författaren August Blanche var sommaren 1827 informator hos familjen Grönlund vid Nora gård. Han har skildrat bygden och historier som han då fick höra i bland annat Berättelser efter klockaren i Danderyd och i Banditen. Gårdens tidigare huvudbyggnad, som är uppförd på 1700-talet, kallas numera Blanchegården.
Den nuvarande huvudbyggnaden dateras till 1800-talets första hälft. Från 1944 var huset pensionärshem för "äldre damer av pauvre-honteux-klass", Amelie Högfeldts minne. Hemmet skapades efter en donation och drevs av Fria Bibelinstitutet, som stod nära Pingströrelsen. Sedan 1975 är huvudbyggnaden vid Nora gård en kommunal förskola, Nora Herrgård.

## Nora trädgårdsstad
År 1926 började bankiren Gunnar Kassman, som då ägde Nora gård genom Aktiebolaget Kreditinstitutet, stycka av tomter. Kassman hade samma år köpt gården av Emil Vasseur, som drivit den sedan 1880-talet. Gården var vid sekelskiftet ett av de större jordbruken norr om Stockholm.
Sedan Kassman övertagit gården gick utbyggnaden av villastaden fort. År 1930 hade samhället cirka 250 villor och 1 000 invånare. Området hade egen bussförbindelse med Jarlaplan i Stockholm
Områdets centrum var Nora torg, där det etablerades livsmedelsaffärer, järn- och färghandel, pappershandel, frisörer, cykelverkstad, post, bank, telefonstation, brandstation med mera. Nora torg blev snart inte bara centrum i Nora, utan i hela den nuvarande kommundelen Danderyd. Från 1960-talet flyttades Danderyds kommersiella centrum från Noraområdet till närliggande Mörby Centrum.